# Faylan
 (mai 2016).
Si vous disposez d'ouvrages ou d'articles de référence ou si vous connaissez des sites web de qualité traitant du thème abordé ici, merci de compléter l'article en donnant les références utiles à sa vérifiabilité et en les liant à la section « Notes et références ».
Faylan (飛蘭, Feiran), née le 8 mai 1982, est une chanteuse japonaise. Elle est affiliée à l'agence S. Beaucoup de ses chansons apparaissent dans des jeux vidéo et anime.
Son nom de scène lui a été donné par le compositeur Noriyasu Agematsu. Elle est affectueusement appelée Feinyan par ses fans.
Elle sort son premier single Gekka no Rasen en 2007 sous le label Hobirecords, avant d'être recruté par Lantis. Elle commence sa carrière major avec le single mind as Judgment en 2009, utilisé comme générique de début de l'anime Canaan.

## Discographie

### Albums
1. Polaris (8 septembre 2010)
2. Alive (21 septembre 2011)
3. Prism (20 mars 2013)
4. -Zero Hearts- (7 janvier 2015)

### Album de reprises
1. FAYvorite (26 mars 2014)

### Singles
1. Gekka no Rasen (月華の螺旋) (Indie) (6 avril 2007)
2. Arousing Soul (Indie) (28 décembre 2008)
3. Mind as Judgment (22 juillet 2009)
4. I sing by my soul (11 novembre 2009)
5. Errand (27 janvier 2010)
6. Serious-Age (26 mai 2010)
7. Senjou ni Saita Ichirin no Hana (戦場に咲いた一輪の花) (21 juillet 2010)
8. Last vision for last (27 octobre 2010)
9. Honnou no Doubt (本能のDOUBT) (24 novembre 2010)
10. Shumatsu no Fractale (終末のフラクタル) (26 janvier 2011)
11. Rasen, Arui wa Seinaru Yokubou. (螺旋、或いは聖なる欲望。) (27 avril 2011)
12. Tomoshibi (灯-TOMOSHIBI-) (25 mai 2011)
13. Blood teller (9 novembre 2011)
14. Dead END / Soukyuu no Hikari (蒼穹の光) (25 janvier 2012)
15. White justice (23 mai 2012)
16. Realization (8 août 2012)
17. God Fate (23 janvier 2013)
18. Wonder Fang (24 juillet 2013)
19. Blue Blaze (23 octobre 2013)
20. Yasashisa no Tsubomi (優しさの蕾) (30 avril 2014)
21. Tokyo Zero Hearts (東京ゼロハーツ) (30 juillet 2014)

### Soundtracks/Compilations
1. GIRLS Bravo Image Song CD (#7 Just believe in love) (24 mars 2005)
2. Elements Garden (#14 Reconquista) (6 août 2008)
3. Ga-rei -Zero- Image Shuu "Yuri Mukorokke" (#1 Dark Side of the Light, #8 Distance point, #10 Chinkon no Tabi e, #12 if, #13 Reincarnation with yozuca) (25 décembre 2008)
4. Sora wo Miageru Shoujo no Hitomi ni Utsuru Sekai Inspired album (#3 Fortitude) (25 mars 2009)
5. Valkyrie Complex Vocal Album (#5 Conspire) (24 juin 2009)
6. Lantis 10th anniversary Best -090927- ~Lantis Matsuri Best 2009.09.27-ban~ (Disc 1 #5 Dark Side of the Light) (9 septembre 2009)
7. CANAAN Inspired album (#1 mind as Judgment ~ballad~, #3 MY REAL, #5 Hishou no Koku, #7 Day of the fate, #9 Kibou no Sora) (11 novembre 2009)
8. Gundam Tribute from Lantis (#2 Z Toki to Koete) (9 décembre 2009)
9. Animero Summer Live 2009 RE:BRIDGE 8.23 (#21 Dark Side of the Light, #22 mind as Judgment) (24 février 2010)
10. Anim.o.v.e 02 (#2 REAL LOVE ~Tamashii ni Hi wo Tsukete~ with m.o.v.e) (25 août 2010)
11. Blood Teller - Mirai Nikki ED Single (#2 PIANOTE) (9 novembre 2011)

### Concerts
- Flying Dutch Live Tour 2010 Polaris (4 octobre 2010)
- Anisama Girls Night Live (31 octobre 2010)

### DVD
1. faylan LIVE TOUR 01 -Polaris- LIVE DVD (飛蘭 LIVE TOUR 01 -Polaris- LIVE DVD) (6 avril 2011)